# Coffs Harbour
Coffs Harbour est une ville australienne située dans la zone d'administration locale, dont elle est le chef-lieu, en Nouvelle-Galles du Sud.

## Géographie
La ville s'étend sur 505,5 km2 au nord-est de la Nouvelle-Galles du Sud et s'ouvre sur la mer de Tasman. Elle est située à 540 km au nord de Sydney et à 440 km au sud de Brisbane. Elle est traversée par la Pacific Highway.
C'est le seul lieu en Australie où la Cordillère australienne touche l'océan Pacifique.
Coffs Harbour est une ville célèbre pour la pratique du surf avec de nombreuses compétitions régionales et de nombreux pratiquants.
La région environnante est dominée par des parcs de loisirs (resort) et des appartements de villégiature alors que les montagnes aux alentours sont couvertes de forêts, de bananeraies et d'autres plantations.

### Climat
Coffs Harbour a un climat subtropical humide (Köppen: Cfa) avec des étés modéremment chauds et humides et des hivers doux et relativement secs. La pluviométrie est abondante: 1 702,4 mm par an, avec un maximum d'été. La ville a 122.1 jours clairs et 123.2 jours nuageux annuellement. La température la plus élevée enregistrée est de 43,2 ºC le 12 janvier 2002, tandis que la température la plus basse est de −3,2 ºC le 17 juillet 1966.
| Mois                                            | jan.  | fév.  | mars  | avril | mai   | juin  | jui.  | août  | sep. | oct.  | nov.  | déc.  | année   |
| ----------------------------------------------- | ----- | ----- | ----- | ----- | ----- | ----- | ----- | ----- | ---- | ----- | ----- | ----- | ------- |
| Température minimale moyenne (°C)               | 19,5  | 19,5  | 18,1  | 15,2  | 11,7  | 9,1   | 7,6   | 8,2   | 11   | 13,8  | 16,2  | 18,1  | 14      |
| Température maximale moyenne (°C)               | 27    | 26,8  | 26    | 24,1  | 21,4  | 19,4  | 18,8  | 19,8  | 22   | 23,7  | 25    | 26,3  | 23,4    |
| Record de froid (°C)                            | 11    | 11,6  | 9,9   | 4,3   | 0,4   | −0,6  | −3,2  | −2,7  | 1,9  | 3,7   | 6,5   | 7,4   | −3,2    |
| Record de chaleur (°C)                          | 43,3  | 40,5  | 35,9  | 34,2  | 29,8  | 28,5  | 30,3  | 34    | 35,2 | 39,6  | 43,3  | 42,5  | 43,3    |
| Ensoleillement (h)                              | 235,6 | 206,2 | 220,1 | 216   | 207,7 | 198   | 223,2 | 257,3 | 255  | 251,1 | 237   | 244,9 | 2 752,1 |
| Précipitations (mm)                             | 187,5 | 224,8 | 234,6 | 178,4 | 160,8 | 120,8 | 72,5  | 79,5  | 59,9 | 96,3  | 144,7 | 144,9 | 1 702,4 |
| dont nombre de jours avec précipitations ≥ 1 mm | 9,4   | 9,7   | 10,8  | 8,5   | 7,7   | 6,3   | 4,5   | 4,5   | 4,5  | 6,7   | 8,2   | 8,4   | 89,2    |
| Humidité relative (%)                           | 69    | 71    | 69    | 65    | 62    | 59    | 54    | 53    | 57   | 63    | 65    | 68    | 63      |

## Histoire
Elle doit son nom au capitaine John Korff qui dut venir y chercher refuge lors d'une tornade en 1847. Elle devient une municipalité en 1870.

## Sites et monuments
La jetée de Coffs Harbour est un vieux quai en bois où les péniches rapportaient le bois provenant de l'intérieur du pays. À l'heure actuelle, la ville réfléchit pour une mise en valeur du quai.
À proximité de la ville se trouve l'île de Muttonbird qui a été reliée au continent par un brise lame. Cette île est un espace protégé où se reproduisent les puffins fouquets.

## Transports
Coffs Harbour possède un aéroport (code AITA : CFS).

## Démographie
La population s'élevait à 48 225 habitants en 2016.

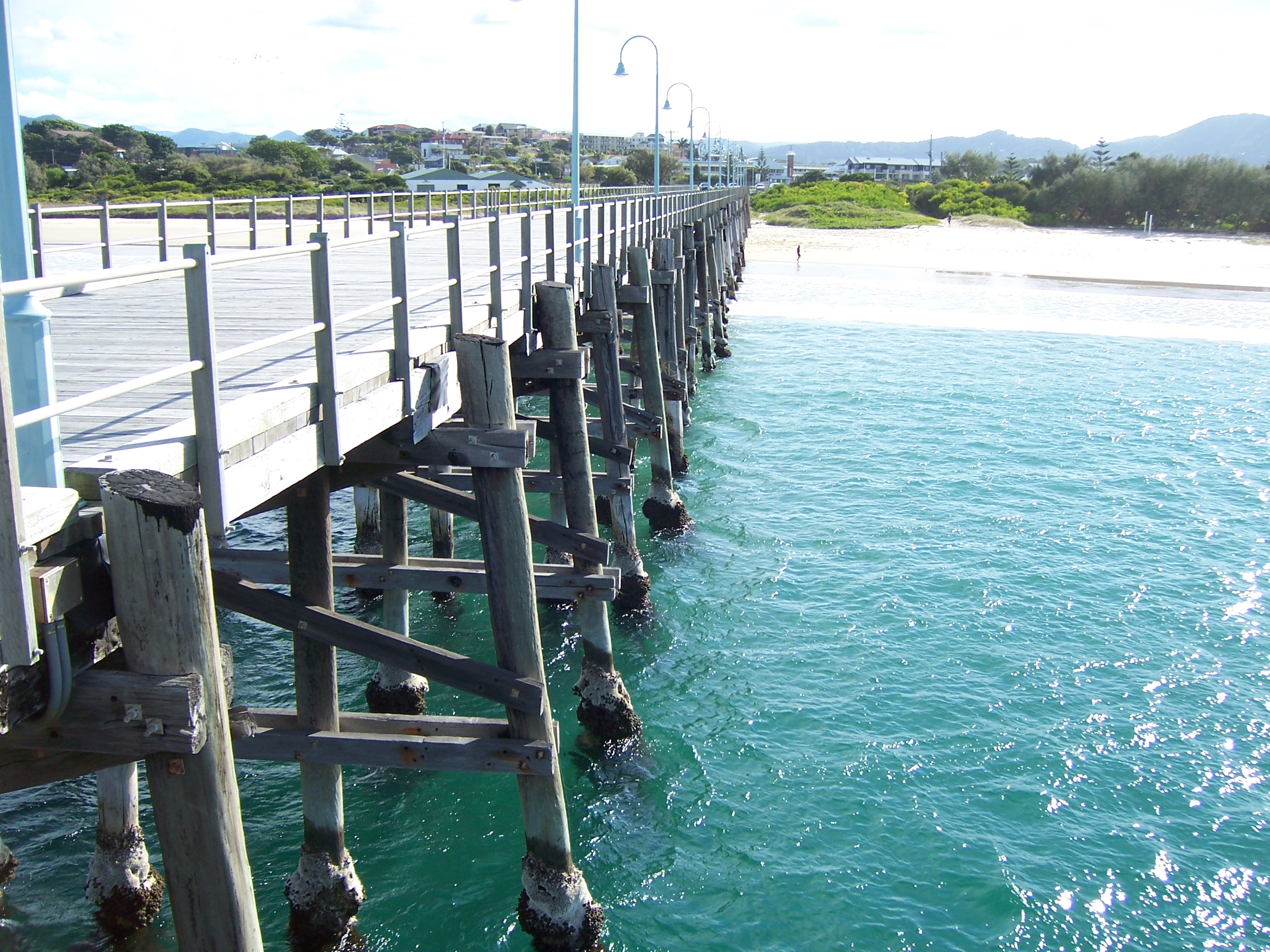
La jetée.
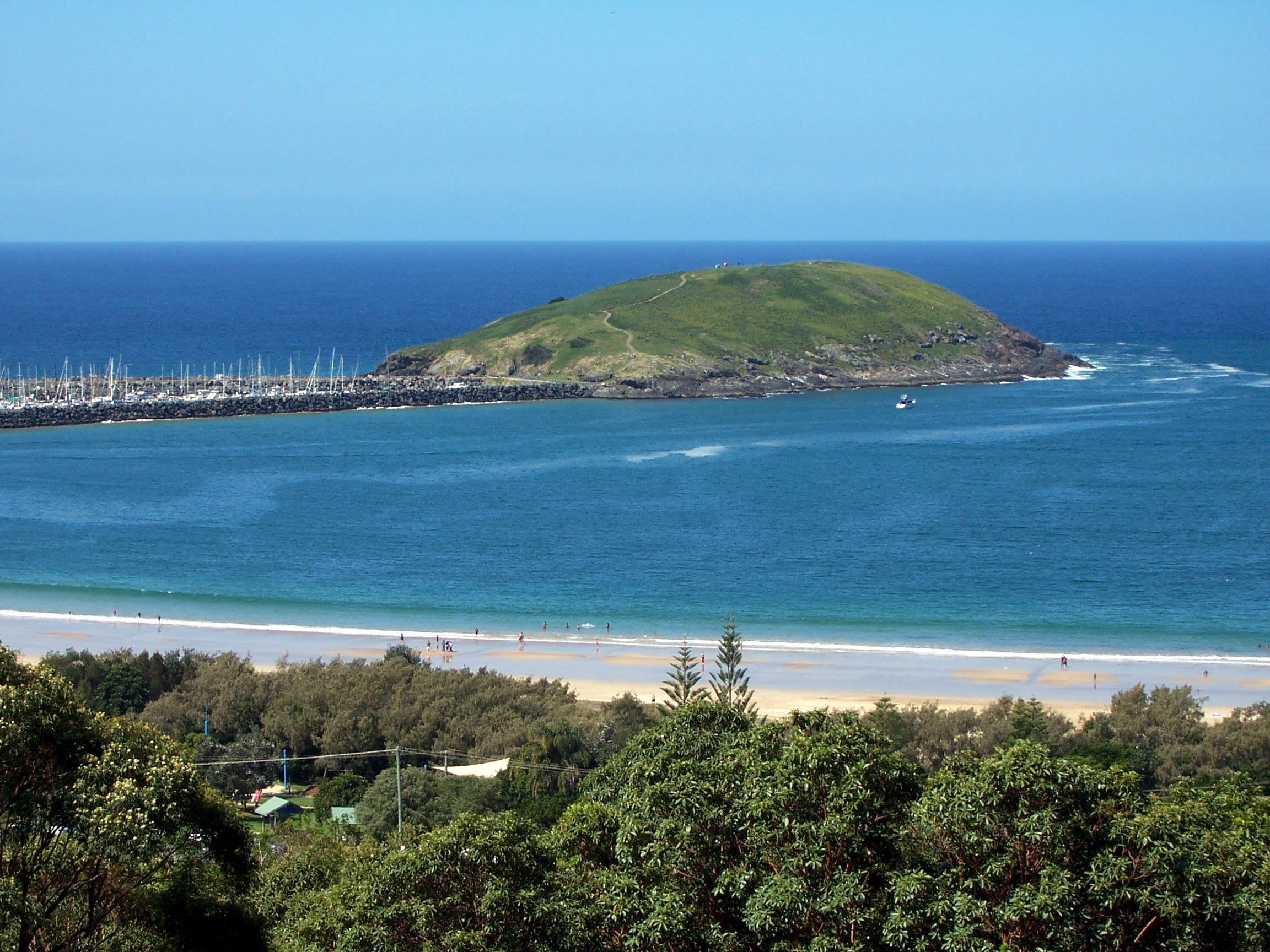
L'île de Muttonbird.

## Personnalité
Marjorie Jackson, championne olympique des 100 et 200 m en 1952, est née à Coffs Harbour en 1931.